# 髯毛缬草
髯毛缬草（学名：Valeriana barbulata）是忍冬科缬草属的植物，是中国的特有植物。分布于中国大陆的西藏、云南、四川等地，生长于海拔3,600米至4,200米的地区，多生长于石砾滩上、高山草坡及潮湿草甸，目前尚未由人工引种栽培。